# Carlo Ciattini
Carlo Ciattini (* 20. března 1951 Cerreto Guidi) je italský římskokatolický duchovní a biskup Massa Marittima-Piombino.

## Život
Narodil se 20. března 1951 v Cerreto Guidi.
Vystudoval obor obchodu na Florentské univerzitě, poté pracoval v tomto oboru. Následně vstoupil do kněžského semináře Almo collegio Capranica v Římě. Teologické a filosofické vzdělání získal na Papežské lateránské univerzitě, kde roku 2004 obhájil doktorát z kanonického práva. Dne 14. května 1989 byl biskupem Edoardem Riccim vysvěcen na kněze a inkardinován do diecéze San Miniato.
V rámci diecéze zastával různé pastorační a administrativní činnosti; byl generálním sekretářem XIII. diecézního synodu, soudním vikářem, biskupským vikářem pro laické spolky a od roku 2005 rektorem semináře.
Dne 15. prosince 2010 jej papež Benedikt XVI. jmenoval biskupem diecéze Massa Marittima-Piombino. Biskupské svěcení přijal 13. února následujícího roku z rukou biskupa Fausta Tardelli a spolusvětiteli byli biskup Giovanni Santucci a arcibiskup Giuseppe Betori.